# Paraguaiani in Italia

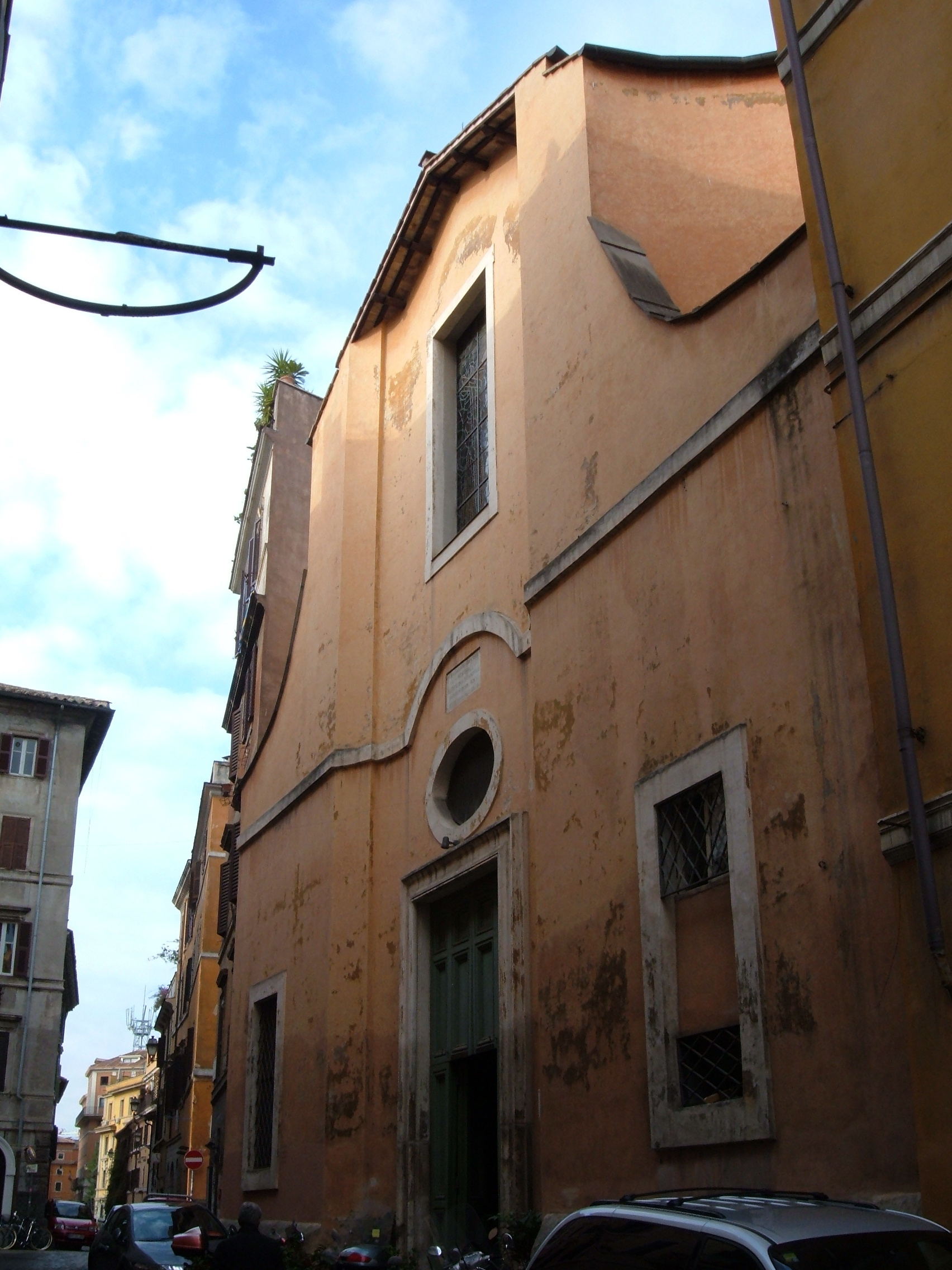
Chiesa di Santa Maria della Luce a Trastevere, centro di riferimento della comunità paraguaiana di Roma

La presenza di paraguaiani in Italia risale agli anni '80.
Nel 2021 c'erano 1.812 persone immigrate regolarmente dal Paraguay in Italia. Nel 2006 erano 837. Le tre città con il maggior numero di paraguaiani in Italia sono Roma (302), Verona (117) e Finale Ligure (82).

## Storia migratoria
Gli italiani hanno contribuito in modo significativo allo sviluppo del Paraguay. All'epoca della guerra condotta 130 anni fa dalla Triplice Alleanza formata dall'Argentina, dal Brasile e dall'Uruguay contro il Paraguay, molti italiani di recente emigrazione in Paraguay si arruolarono volontari nelle file del maresciallo Francisco Solano López, presidente del paese sudamericano.
Circa 9.000 erano europei immigrati in Paraguay, devastati dalla guerra paraguaiana, verso la fine del XIX secolo e oltre un terzo erano italiani, soprattutto dalle province della Lombardia (specialmente da Bergamo) e dall'Italia settentrionale.
Fin dagli anni '80, il fenomeno dell'immigrazione paraguaiana in Italia ha riportato a casa molti nipoti di immigrati italiani.